# Gliese 86
 (juin 2020).
Si vous disposez d'ouvrages ou d'articles de référence ou si vous connaissez des sites web de qualité traitant du thème abordé ici, merci de compléter l'article en donnant les références utiles à sa vérifiabilité et en les liant à la section « Notes et références ».
Désignations
Gliese 86, le plus souvent abrégé Gl 86, est une étoile binaire située à 35 années-lumière de la Terre dans la constellation de l'Eridan.
L'étoile principale Gliese 86 A est une naine orange de type spectral K0-1 V. Sa compagne est une naine blanche de type spectral DQ6 orbitant à 21 UA de distance et ayant une température de 8 182 K. En 2000, la présence d'une exoplanète en orbite autour de l'étoile principale a été confirmée.

## Composants stellaires
Les caractéristiques de Gliese 86 A en comparaison au Soleil est qu'elle a 79 % de sa masse, 86 % de son rayon, et 35 % de sa luminosité. Sa température est de 5 188 K. Elle a 63 % de l'abondance du Soleil en métaux. C'est une étoile vieille d'environ 10 milliards d'années, donc bien plus âgée que le Soleil (d'environ 6,5 milliards d'années de plus).

## Système planétaire
Le 24 novembre 1998, une exoplanète : Gliese 86 b a été découverte autour de Gliese 86 A. Celle-ci a une masse de 4,02 celle de Jupiter et un diamètre similaire à ce dernier. La distance de son demi-grand axe est de 0,11 UA et fait le tour de son étoile en 15,5 jours.
Note
L'orbite d'une planète similaire à la Terre se situerait à 0,594 UA de Gliese 86 A, aurait une année qui dure 188 jours terrestres. Cependant, la présence de Gliese 86 b perturberait probablement une telle planète dans son orbite.
| Planète     | Masse           | Demi-grand axe (ua) | Période orbitale (jours) | Excentricité      | Inclinaison | Rayon |
| ----------- | --------------- | ------------------- | ------------------------ | ----------------- | ----------- | ----- |
| Gliese 86 b | >3,91 ± 0,32 MJ | 0,113 0 ± 0,006 5   | 15,764 91 ± 0,000 39     | 0,041 6 ± 0,007 2 |             |       |

## Analyses douteuses
Différents types d'analyses ou méthodes de détections ont été utilisées à ce jour pour étudier ce système. Plusieurs spéculations vont bon train, et des résultats concluants et définitifs se font encore attendre quant à la nature exacte de ce système stellaire.[Quoi ?][réf. souhaitée]